# Côtes-de-bourg
Le côtes-de-bourg, appelé aussi bourg ou bourgeais (ces noms sont autorisés par le cahier des charges), est un vin français d'appellation d'origine contrôlée produit autour de Bourg, sur la rive droite de la Dordogne et de la Gironde, dans le vignoble du Blayais et du Bourgeais, une des subdivisions du vignoble de Bordeaux, à 35 kilomètres au nord de Bordeaux.
L'appellation produit essentiellement des vins rouges (99 % de la production et de la superficie), la production de vins blancs étant anecdotique.

## Histoire
Au début du XIXe siècle, l'encépagement est un peu différent de l'actuel ; selon André Jullien : « les vignobles de Bourg sont principalement peuplés par le mancin, les deux vidures, le malbek et la here ou tête noire ». Toutes ces vignes sont arrachées au moment de la crise du phylloxéra puis replantées.
L'appellation est reconnue officiellement par le décret du 11 septembre 1936, mais uniquement pour des rouges ; le décret du 14 mai 1941 rajoute les blancs. Le cahier des charges a été modifié dernièrement en septembre 2009, en décembre 2011, en février 2013, en juillet 2016 et en juillet 2023.

## Vignoble

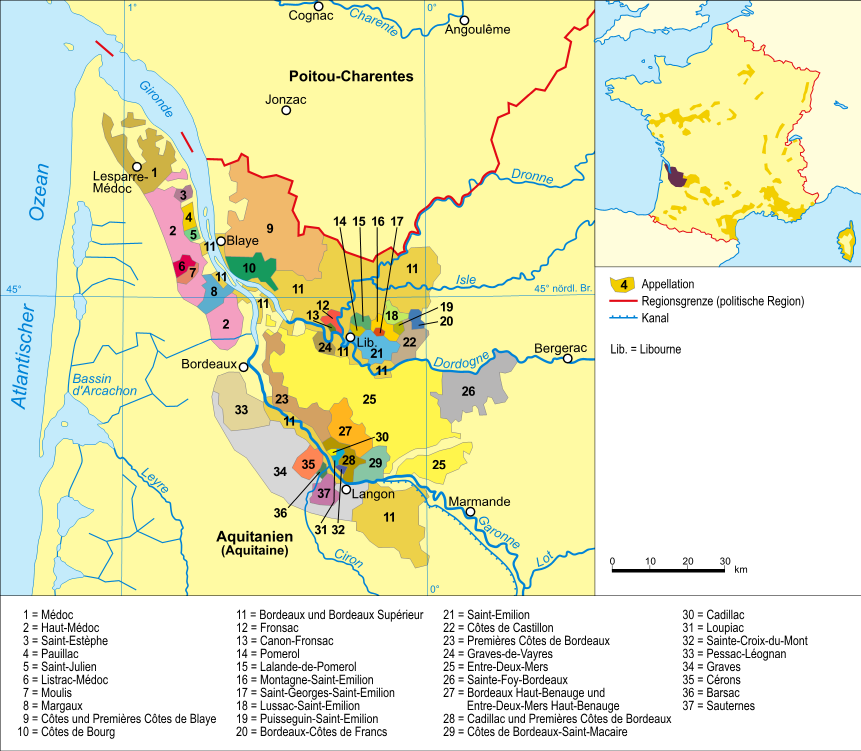
Carte du vignoble de Bordeaux (cliquer pour agrandir).

En 2023, l'aire de production comprenait 2 918 hectares revendiquées en côtes-de-bourg rouge et 42 ha en côtes-de-bourg blanc.

### Aire d'appellation
L'appellation couvre quinze communes: Bayon-sur-Gironde, Bourg, Comps, Gauriac, Lansac, Mombrier, Prignac-et-Marcamps, Pugnac (partie de la commune correspondant à son territoire avant la fusion de Lafosse avec celle-ci), Saint-Ciers-de-Canesse, Saint-Seurin-de-Bourg, Saint-Trojan, Samonac, Tauriac, Teuillac et Villeneuve.

### Géologie
Le sous-sol s’est constitué aux périodes Éocène et Oligocène (au Paléogène) avec la formation de deux types de roches sédimentaires marines et continentales détritiques transgressives (les molasses du Fronsadais et les calcaires à Astérides) et au Pliocène (au Néogène) avec des dépôts d'argiles à graviers, :
- les molasses du Fronsadais : au Paléogène, les rivières qui descendent du Massif central charrient des limons, des sables et des graviers. Ces dépôts constituent des alternances de molasse (formations sédimentaires détritiques) et de bancs calcaires plus ou moins durs. Ces roches portent dans la région le nom de molasse du Fronsadais.
- Le calcaire à Astéries : toujours au Paléogène, une transgression de l’océan Atlantique immerge les Landes et la Gironde et dépose des couches de sédiments. Ces roches sédimentaires sont appelées calcaires à Astéries.
- Au Pliocène, le socle sédimentaire du Paléogène est recouvert par endroits d'argiles à graviers provenant d'épandages d’argile et de graviers charriés depuis le Massif central par l’ancienne vallée de l’Isle.

Les sols du Bourgeais sont selon le soubassement :
- argilo-calcaires sur le calcaire à astéries et la molasse du Paléogène ;
- argilo-graveleux ou sablonneux sur les argiles à graviers du Pliocène.

### Encépagement
Le cahier des charges autorise comme cépages principaux pour le vin rouge le cabernet franc N, le cabernet sauvignon N, le merlot N et le côt (malbec N). Sont aussi autorisés à des fins d'adaptation le carmenère N et  le petit verdot N. La proportion de ces derniers doit être inférieure ou égale à 5 % de l’encépagement de l’exploitation.
Dans la pratique, le merlot domine avec 65 % de l'encépagement. Suivent le cabernet sauvignon N (20 %), le malbec N (10 %) et enfin le cabernet franc N (5 %).
Pour le vin blanc, sont autorisés le sauvignon B, le sauvignon gris G, le sémillon B, la muscadelle B et le colombard B. Le cépage sauvignon B y prédomine avec 41 % de l'encépagement, suivi par le colombard B (23 %), le sémillon B (23 %) la muscadelle B (8 %) et le sauvignon gris G (5 %).

## Vins
En 2005, la production annuelle représentait 193 095 hectolitres de rouge et 883 hectolitres de blanc. En 2023, la production était de 118 808 hl de rouge et de 1 685 hl de blanc.

### Rendements
Le rendement maximal fixé par le cahier des charges est de 54 hectolitres par hectare en rouge et de 60 hl/ha en blanc, avec comme rendement butoir respectivement 65 et 72 hl/ha. En 2023, le rendement moyen a été de 41 hl/ha en rouge et de 40 hl/ha en blanc.
Pour le vin rouge, les rendements moyens déclarés récemment sont :
| Année | Superficie (ha) | Production (hl) | Rendement (hl/ha) |
| ----- | --------------- | --------------- | ----------------- |
| 2019  | 3 424           | 161 460         | 36                |
| 2020  | 3 383           | 152 649         | 45                |
| 2021  | 3 295           | 143 326         | 43                |
| 2022  | 3 152           | 133 880         | 42                |
| 2023  | 2 919           | 118 809         | 41                |
| 2024  | 2 492           | 75 385          | 30                |

et pour les vins blancs :
| Année | Superficie (ha) | Production (hl) | Rendement (hl/ha) |
| ----- | --------------- | --------------- | ----------------- |
| 2019  | 41              | 1 509           | 36                |
| 2020  | 44              | 1 472           | 33                |
| 2021  | 42              | 1 508           | 35                |
| 2022  | 45              | 1 413           | 31                |
| 2023  | 43              | 1 685           | 40                |
| 2024  | 39              | 1 469           | 37                |

### Dégustation
Les vins rouges sont généreux, structurés et aromatiques. Leur robe sombre et profonde annonce une solide constitution. Ils se caractérisent par des parfums de fruits rouges, complétés par des notes boisées (vanille) et épicées. Dans les meilleurs millésimes on note aussi des fruits noirs (pruneau). Ils s'appuient sur des tanins soyeux agréables dans leur jeunesse, et leur caractère varie selon la nature de sols. Ceux de la première ligne de côtes sont plus charpentés avec des tanins structurés. Ceux de la ligne de côtes centrale ont des tanins plus ronds et un côté chocolaté. Les vins sont moins charpentés dans la partie orientale. Leur structure tannique les rend aptes au vieillissement. L’élevage en barrique, lorsqu’il est pratiqué, ajoute des notes grillées et vanillées. Ce sont plutôt des vins de garde.
Les côtes-de-bourg rouges s’associent avec la charcuterie, la viande rouge, le gibier et les fromages à pâte cuite,,.
Les blancs ont une belle couleur jaune à reflets verts. Ils dégagent un bouquet typé aux notes florales et fruitées (agrumes), qui se retrouve en bouche avec un palais gras et harmonieux. Ces vins sont appréciés dans leur jeunesse (un ou deux ans). Ils accompagnent les fruits de mer, les poissons et les viandes blanches,.

## Producteurs
L'appellation comprend environ 220 viticulteurs, dont 160 qui vinifient de façon indépendante et 60 qui font parties des trois coopératives locales. Parmi eux, il y a :
- le château Brulesécaille et le Château Le Piat à Tauriac ;
- les Caves de l'Alliance - Alliance Bourg (coopérative) à Pugnac et à Tauriac ;
- la maison du vin des Côtes-de-Bourg (cave de l'ODG), à Bourg ;
- le château Colbert (néo-gothique) à Comps[14] ;
- le château Fougas, et le château La Croix Davids à Lansac ;
- le château de la Grave (style Louis XIII) à Bourg ;
- le château Haut Mousseau à Teuillac ;
- le château Macay à Samonac ;
- le château de Monteberiot à Mombrier ;
- le château Relais de la Poste à Teuillac ;
- le château Roc de Cambes ;
- les Vignerons solidaires (coopérative), à Cars ;
- les Vignerons de Tutiac (coopérative, a intégré la Cave du Bourgeais de Gauriac en 2023), au Val-de-Livenne ;
- etc.